# 滋賀県道244号大野木志賀谷長浜線
滋賀県道244号大野木志賀谷長浜線（しがけんどう244ごう おおのぎしがやながはません）は、滋賀県米原市から長浜市に至る一般県道である。

## 概要
米原市大野木から長浜市大戌亥町に至る。
大野木交差点からJR東海東海道本線 近江長岡駅にかけての区間は、今須トンネル開通前の東海道本線のルートそのものであるため、緩やかなカーブをとりつつもほぼ直線である。近くにはバードウォッチングで有名な三島池がある。

### 路線データ
- 起点：米原市大野木（大野木交差点、国道365号交点）
- 終点：長浜市大戌亥町（高橋町交差点、滋賀県道556号長浜近江線交点）
- 総延長：12.9 km

## 路線状況

### バイパス
- 新横山トンネル（米原市菅江・長浜市鳥羽上町 間） - 2002年（平成14年）3月26日に供用開始[1]

### 重複区間
- 滋賀県道248号天満一色線（米原市長岡・長岡交差点 - 米原市長岡・長岡北交差点）

### 道路施設

#### 橋梁
- 琴岡橋（天野川、米原市）
- 丸内新橋（天野川、米原市）
- 天野川橋（天野川、米原市）
- 地方橋（黒田川、米原市）

バイパス
- 御領所橋（油里川、米原市）

#### トンネル
- 新横山トンネル：延長356 m、2002年（平成14年）竣工、米原市 - 長浜市

## 地理

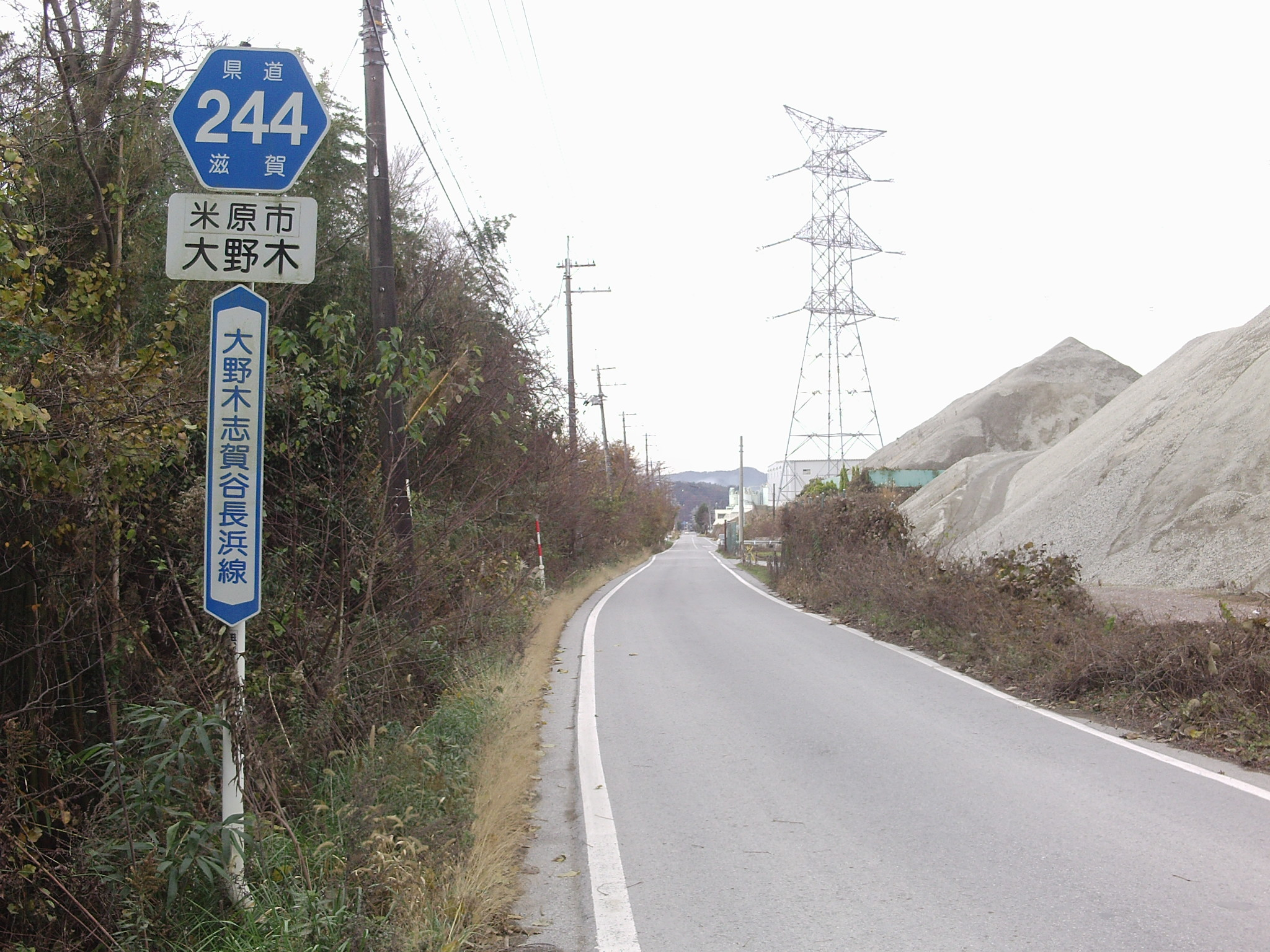
起点付近の米原市大野木

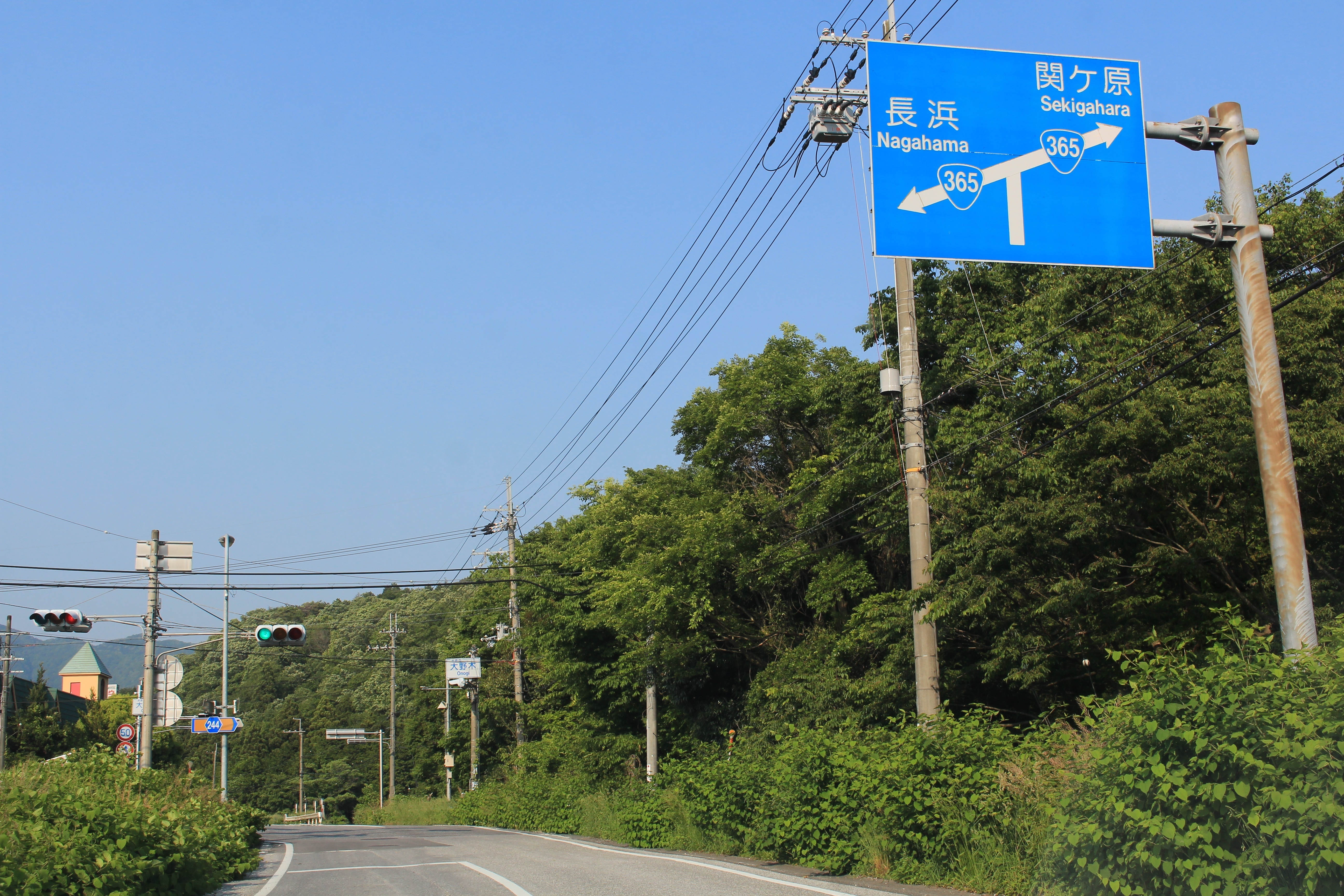
起点となる国道365号との交差点、米原市大野木

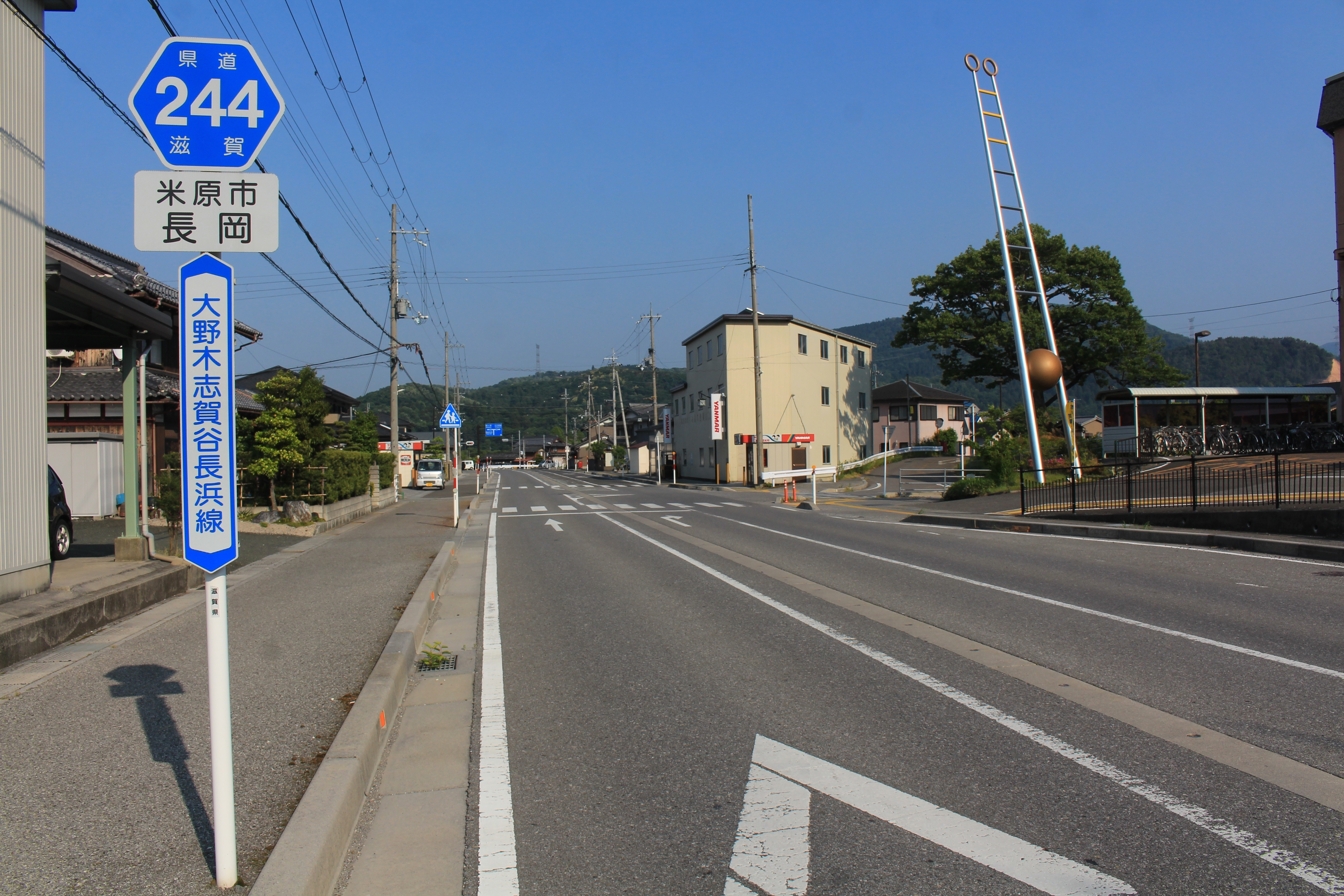
米原市長岡（山東公民館前）

### 通過する自治体
- 滋賀県
  - 米原市 - 長浜市

### 交差する道路
| 交差する道路                                                                    | 市町村名 | 交差する場所 | 交差する場所        |
| ------------------------------------------------------------------------------- | -------- | ------------ | ------------------- |
| 国道365号                                                                       | 米原市   | 大野木       | 大野木交差点 / 起点 |
| 滋賀県道551号山東伊吹線                                                         | 米原市   | 村木         | 村木交差点          |
| 滋賀県道244号大野木志賀谷長浜線 / バイパス                                      | 米原市   | 万願寺       |                     |
| 滋賀県道248号天満一色線 重複区間起点                                            | 米原市   | 長岡         | 長岡交差点          |
| 滋賀県道244号大野木志賀谷長浜線 / バイパス 滋賀県道248号天満一色線 重複区間終点 | 米原市   | 長岡         | 長岡北交差点        |
| 滋賀県道19号山東一色線                                                          | 米原市   | 北方         | 北方北交差点        |
| 滋賀県道243号東上坂近江線                                                       | 長浜市   | 本庄町       | 本庄町交差点        |
| 北縦コスモス通り                                                                | 長浜市   | 本庄町       |                     |
| 滋賀県道510号伊部近江線                                                         | 長浜市   | 永久寺町     | 永久寺町交差点      |
| 国道8号 / 長浜バイパス                                                          | 長浜市   | 下坂中町     | 下坂中町交差点      |
| 滋賀県道556号長浜近江線                                                         | 長浜市   | 大戌亥町     | 高橋町交差点 / 終点 |

### 交差する鉄道
- 東海道新幹線

### 沿線
- 滋賀銀行 山東支店
- JR東海東海道本線 近江長岡駅
- 米原市役所 山東支所
- 旧米原市立山東東小学校校舎
- 山東郵便局
- グリーンパーク山東
- 滋賀県立三島池ビジターセンター
- 菅江遺跡
- 松の岩公園
- 西黒田簡易郵便局
- 長浜市立長浜南小学校
- 長浜青樹会病院
- 長浜病院